# 懐建可汗
懐建可汗（かいけんかがん、生年不詳 - 866年）は、天山ウイグル王国の初代可汗。別名、パンテギン、厖特勤（ほうテギン）。

## 概要
8世紀末からの9世紀前半にかけて、エディズ氏一族出身の可汗が支配していたウイグル可汗国（回鶻）は勢力を拡大し充実した国力を誇っていた。832年にフーテギン（胡特勤、彰信可汗）が可汗になると、ヤグラカル氏一族との王位争いが内戦状態に発展した。この内戦はフーテギンの敗北（自殺）により終結し、839年にヤグラカル氏一族のキチクテギン（㕎馺特勤）が可汗に就任した。この内戦や、大雪や疫病流行により、人的及び牧畜・農業に大打撃を受けると、服属していた堅昆（キルギス）が反乱、840年に可汗の㕎馺特勤と宰相キュレビルが殺され、首都カラバルガスンの宮殿は略奪の上、火を放たれた。
同年、エディズ氏の皇子（特勤）であったパンテギンは部族十数万人、家畜百万頭を率いて、モンゴル高原から西方へ移動、841年秋にはジムサル東方からクムルのバルクル、842年にはさらにカラシャール、クチャ方面に達した。同時期に南方に移動した勢力を率いていた同族のオゲテギン（烏介可汗）が推戴され可汗に就任しており、当地でパンテギンは「ヤブグ」（宰相）を称した。南方移動勢力の内紛によりオゲテギンが846年に暗殺され、跡を継いでいた弟のイナンテギン（遏捻可汗）も西方に逃れ行方不明となると、848年、パンテギンは自ら「可汗」位を宣言し、唐の宣宗から温禄登里羅汨没蜜施合倶録毘伽懐建可汗に冊封された。これをもって天山ウイグル王国の建国となった。
この後、トルファン、青海周辺地域、甘州からチベットを、天山山脈北部山麓地域のマナス・ウルムチ・ビシュバリクからキルギスを、順次ぞれぞれ駆逐した。
天山山脈北部山麓地域からのキルギス駆逐を指揮したボコテギンが、866年に懐建可汗を殺害。ボコテギンが次代の可汗に就いた。